# Nydamstien
Nydamstien er en er vandresti ved Als Sund på Sundeved der fra Sottrupskov igennem Sottrup Storskov parallelt følger Als Sund til Sandbjerg Slot og videre til Nydam Mose, forbi gården Nørremølle og tilbage til Sottrupskov. Nydamstien har mange historiske minder og naturoplevelser.
Følg Aabenraa-Sønderborg landevejen (41) og drej ved Baså rundkørselen (ca. 9 km fra Sønderborg) mod Øster Sottrup og følg Nydamsvej. Vandreruten er 7 kilometer og tager et par timer. Stien er ikke egnet for barnevogne og kørestole. Vandreturen kan begynde fra parkeringspladsen i Sottrupskov, Sandbjerg Slot eller fra rastepladsen ved Nydam Mose.
Man kan begynde vandreturen mod syd fra parkeringspladsen i Sottrupskov. Det idylliske Sottrupskov ligger ud til Als Sund. Mange af de gamle stråtækte huse er bevaret i den originale stil. Ved parkeringspladsen hvor vejen ender ved Als Sund er der en lille bådehavn og badestrand. I en tidligere landbrugsbygning byggede Nydambådens Laug en fuldskalakopi af Nydambåden kaldet Nydam Tveir, som blev søsat Den 17. august 2013. Samme år byggede Nydambådens Laug en 25 m lang, 5 - 6 m bred og 5 m høj naust  (bådehus) til vinteropbevaring af den. I tilknytning til dette er der anlagt en intern tilkørselsvej og parkeringsplads samt en ca. 100 meter lang bådebro, hvor Nydam Tveir ligger fortøjet i sommerhalvåret, når den ikke er på togt eller gæstevisit andre steder. I foråret 2015 blev Sottrupskov Kro nedrevet. Ejerne har renoveret badebroen, som der er adgang til på eget ansvar.
I den nordlige ende af P-pladsen i Sottrupskov ses en mindesten for 5 preussiske soldater der omkom den 29. juni 1864 da 4 preussiske bådhold med tilsammen 2600 mand mellem Sottrupskov og Sandbjerg Gods i 166 robåde og pontonfærger sejlede over Als Sund til Arnkil. (se Slaget om Als). Ved Nydam Tveirs naust fører en trappe op over klinten til Nydamstien i Sottrup Storskov, hvor stien går langs med Als Sund og Sottrup Storskov, som er en varieret løvskov med blandt andet gamle egetræer og et rigt fugle og planteliv. Vest for trappen ses desuden træskulptur af en prøjsisk soldat. Langs med stien ses stadig enkelte standpladser til prøjsernes kanoner + jordramper til søsætningen af de mange både.
Ved Sandbjerg Gods går stien gennem Palæets park og videre forbi Sandbjerg Gods. Godsets blev anlagt i 1571 af hertug Hans den Yngre. Palæet eller Sandbjerg Slot, er opført 1787-88 af Conrad Georg Reventlow. Palæet var preussernes stabskvarter og feltlazaret under krigen i 1864. Palæets ur spillede en vigtig rolle den 29. juni 1864, hvor det kl. 2 om natten signalerede starten på overgangen til Als. I Sandbjerg ved dæmningen syd for Palæet ved Møllehuset, ses stadig rester af vandmøllen, som Hertug Hans anlagde i forbindelse en omlægning af bækken Snogebæk gennem en 350 m lang og 5 m dyb kanal ned til Nydam Mose, så den fik udløb ved Sandbjerg, hvor han blandt andet med den opgravede jord fra Hertug Hans Kanal eller "Æ Grue" anlagde den nuværende dæmning ud mod Als Sund.
Stien går videre mod vest forbi Skovfogedhuset og følget ved Troldhøj  bækken til Nydam Mose, som er en offermose der har rummet og stadig indeholder mange oldsager fra store våbenofringer i jernalderen. Der er fundet tre både, men kun Nydambåden er bevaret. 
Efter Nydamhuset passeres "Æ Grue", der i nutiden er tørlagt og bevokset med træer og krat. Lidt før Sottrupskov ses den velholdte gård Nørremølle, der er den sønderjydske politiker H.P. Hanssens fødested. Efter at have gået igennem Sottrupskov med de mange restaurerede stråtækte huse, ender man igen ved parkeringspladsen i Sottrupskov. 

## Galleri
- Pæl ved Nydamvej
- Sottrupskov
- Mindestenen ved parkeringspladsen i Sottrupskov
- Nydam Tveir i Sottrupskov
- Nydam Tveirs naust
- Palæet ved Sandbjerg Gods
- Møllehuset, Sandbjerg
- Nydam Mose
- Informationssten ved vejen